# Ingelmunster
Ingelmunster (vls. Iengelmunstr) – miejscowość i gmina (gemeente) w Belgii, w Regionie Flamandzkim, w prowincji Flandria Zachodnia, w okręgu Roeselare. 1 stycznia 2024 liczyła 11 537 mieszkańców.

## Podział administracyjny
W skład gminy nie wchodzi żadna dzielnica (deelgemeente).

## Osoby

### urodzone w Ingelmunster
- Joel Verschoot, ceniony hodowca gołębi, znany m.in. ze sprzedania najdroższego gołębia pocztowego[2].

## Transport
Znajduje się tutaj stacja kolejowa Ingelmunster.